# Mărgăriți, Buzău
Mărgăriți este un sat în comuna Beceni din județul Buzău, Muntenia, România. Se află în zona de deal a Subcarpaților de Curbură, pe valea Slănicului.